# Боро Поцков
Боривој Боро Поцков – Мирко Шпанецот (Струмица, 18. април 1916 — Београд, 19. јун 1981) био је учесник Шпанског грађанског рата и Народноослободилачке борбе и генерал-мајор ЈНА.

## Биографија
Рођен је 1916. године у Струмици. Радио је као графички радник, а револуционарном радничком покрету се прикључио 1936. године. Члан Комунистичке партије Југославије (КПЈ) постао је 1938. године.
Након избијања грађанског рата у Шпанији, био је борац у Интернационалним бригадама у Батаљону „Дивизионарио“. Након повлачења Интернационалних бригада из Шпаније 1938, боравио је у заробљеничким логорима у Француској.
Након капитулације Француске вратио се у Југославију. Капитулација Југославије затекла га је у Босни и Херцеговини, где се прикључио Народноослободилачком покрету (НОП). Од краја 1943. године био је командант Пете оперативне зоне НОВ и ПО Македоније. Био је командант Кумановског и Струмичког партизанског одреда од 30. августа 1944, командант батаљона, начелник штаба и командант дивизије НОВЈ. Био је делегат на Првом заседању Антифашистичког собрања народног ослобођења Македоније (АСНОМ) 2. августа 1944. године.
Након ослобођења, завршио је Војну академију. Вршио је разне одговорне дужности у Југословенској народној армији (ЈНА). По одласку у пензију, био је посланик у Собрању Социјалистичке Републике Македоније.